# ترکمان‌های عراق
ترکمن‌های عراق (ترکی استانبولی: Irak Türkmenleri/Irak Türkleri) که همچنین ترک‌های عراق نامیده می‌شوند، یک گروه قومی در عراق از شاخه ترک‌های اغوز به‌طور عمده سکونت‌گاه آن‌ها در شمال عراق و دارای روابط نزدیک فرهنگی و زبانی با ترکیه و آذربایجان هستند. عموم ترکمن‌ها به زبان ترکی آذربایجانی صحبت می‌کنند، از لحاظ دینی وابسته به اسلام، تشیع و تسنن به فراخور موقعیت جغرافیایی مذهب اینان می‌باشد. از لحاظ تاریخی نیز طی قرن هفتم الی دورانی که عراق جزیی از امپراتوری عثمانی بود، به این کشور مهاجرت کرده‌اند.

## پیشینه
تاریخ ورود ترکمن‌ها به عراق امروزی به خلافت اموی بر می‌گردد، در این دوره حدود ۱٬۰۰۰ سرباز ترکمن در ارتش عبیدالله بن زیاد گماشته شدند. دوره دوم مهاجران ترکمن‌ها از زمان حکومت امپراتوری سلجوقی وارد عراق شدند. در نهایت موج سوم که بیشترین تعداد مهاجرت‌ها به عراق را شامل می‌شد، در دوران سلطه امپراتوری عثمانی بر عراق بود، که وارد عراق امروزی شدند. به گونه‌ای که با فتح عراق توسط سلیمان یکم در سال ۱۵۳۴ میلادی و به دنبال تسخیر بغداد توسط مراد چهارم در سال ۱۶۳۸، تُرک‌های زیادی در عراق نفوذ پیدا کردند. بنابراین، بسیاری از ترکمن‌های امروزی عراق فرزندان سربازان عثمانی، بازرگانان و کارمندان دولتی بودند که در دوران حکومت امپراتوری عثمانی به عراق آورده شده بودند.
پس از تأسیس جمهوری ترکیه در سال ۱۹۲۳، ترکمن‌های عراق به درخواست ترکیه جهت ضمیمه شدن ولایت موصل را به بخشی از دولت دادند. با این حال، با توجه به پایان سلطنت عثمانی، ترکمن‌ها در برابر درخواست خود به‌طور فزاینده‌ای در برابر سیاست‌های رژیم مورد تبعیض قرار گرفتند. مانند کشتار کرکوک در سال ۱۹۵۹ و در سال ۱۹۷۹ زمانی که حزب بعث به‌طور فزاینده‌ای در برابر جامعه تُرک تبعیض قائل می‌شد. اگر چه آن‌ها به عنوان یک قومیت در ساختار عراق (در کنار عرب‌ها و کردها) در قانون اساسی سال ۱۹۲۵ به رسمیت شناخته شدند، بعد از این تُرک‌ها از این وضعیت انتقال به ترکیه محروم شدند. گفته می‌شود که جمعیت کنونی ترکمن‌ها ۴ تا ۵ میلیون نفر باشد، صرف نظر از این عدم قطعیت، به‌طور کلی ترک‌ها سومین گروه قومی در عراق پذیرفته شده‌اند. در سال ۱۹۵۷ در آخرین سرشماری قابل اعتماد به رسمیت شناخته شدند، ولی بعد از آن با سیاست‌های عرب‌سازی حزب بعث مواجه شدند. که در آن سال اعراب با تشکیل بزرگ‌ترین قومیت در عراق و به دنبال آن کردها (۱۳٪) و ترکمن عراق (۹٪) بودند ترکمن‌ها به‌طور عمده در شمال عراق و در شهرهای کرکوک، اربیل، تلعفر، موصل، تازه خورماتو، داقوق، طوز خورماتو، آلتون کوپری و نیز پایتخت عراق، بغداد سکونت دارند.

## جمعیت‌شناسی

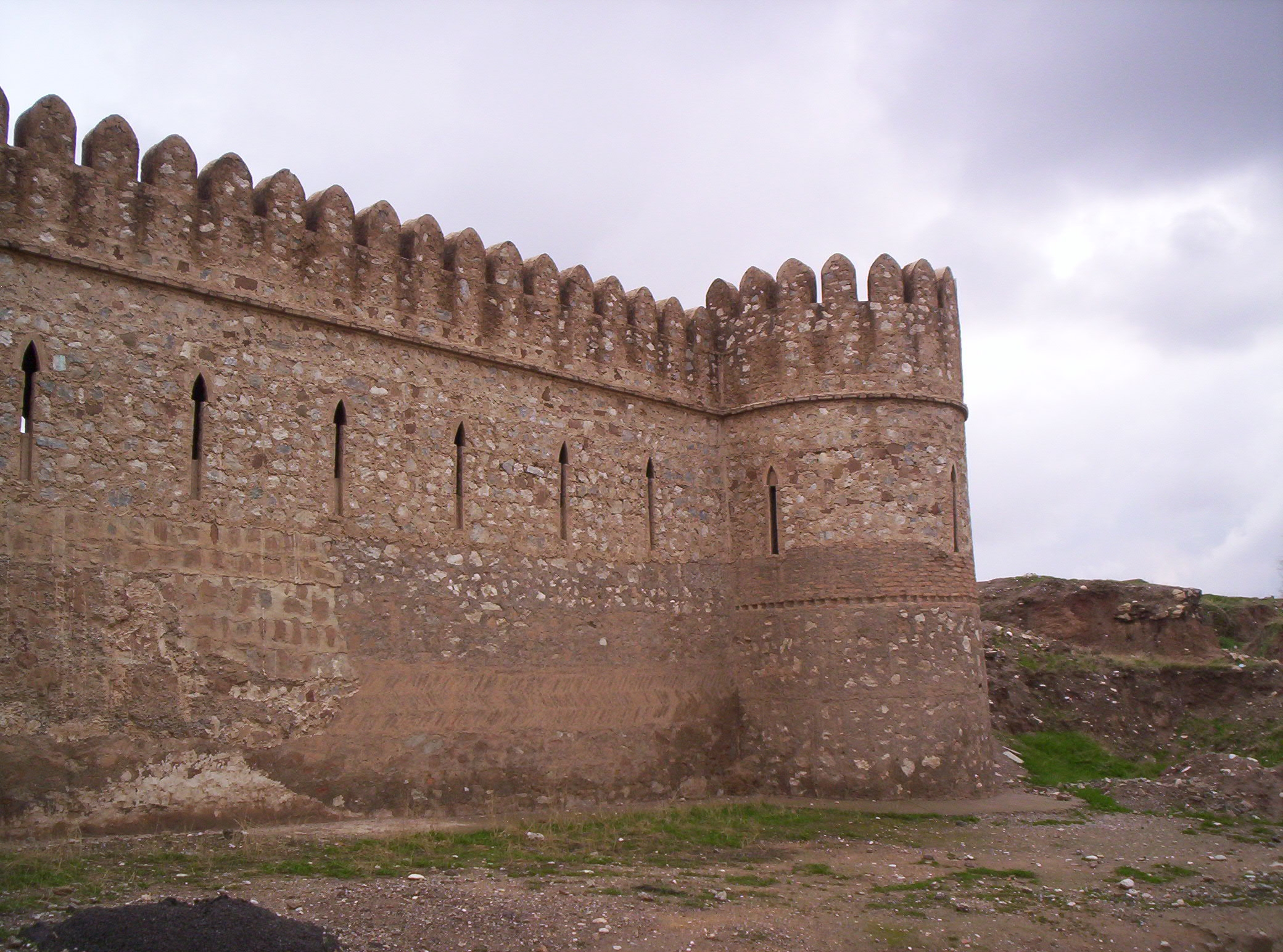
ارگ کرکوک از محلات ترکمن نشین کرکوک

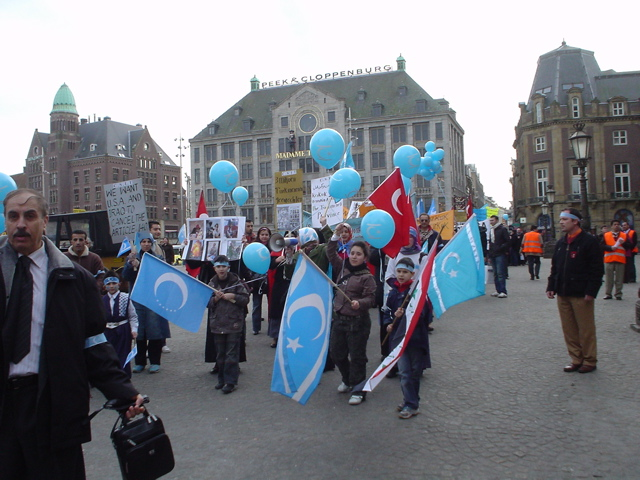
راهپیمایی ترکمن‌های عراقی در آمستردام

### برآوردهای تاریخی
ترکمن‌ها پس از عرب‌ها و کردها سومین قوم بزرگ عراق محسوب می‌شوند. با توجه به سرشماری سال ۱۹۵۷ میلادی، ۵۶۷٬۰۰۰ هزار از کل جمعیت ۶٫۳ میلیون نفری عراق را ترک‌ها تشکیل می‌دادند؛ که ۹٪ از کل جمعیت عراق را شامل می‌شد. با این حال، با توجه به محیط غیر دموکراتیک، تعدادشان کمتر از حد شمارش شده بود، که مدت زمان طولانی بر روی آن بحث شد. به عنوان مثال، در سرشماری سال ۱۹۵۷، دولت عراق برای اولین بار ادعا کرد بود که ۱۳۶٬۸۰۰ ترک در عراق وجود دارد. با این حال، این رقم را بعد از انقلاب ۱۹۵۸ تا ۵۶۷٫۰۰۰ نفر اعلام کرده و در آمار شمارش قومی تجدید نظر شد. در واقع دولت عراق اعتراف کرد که جمعیت ترکمن‌های عراق بیش از ۴۰۰ درصد از آمار کل سال گذشته بوده‌است. سرشماری‌های بعدی، در سال ۱۹۶۷، ۱۹۷۷، ۱۹۸۷ و ۱۹۹۷، که همه با توجه به سوء ظن دستکاری رژیم بعثی بسیار غیرقابل اعتماد در نظر گرفته می‌شد. در سرشماری سال ۱۹۹۷ میلادی، ۶۰۰٬۰۰۰ ترکمن از کل جمعیت ۲۲٬۰۱۷٬۹۸۳ نفری کشور عراق شمارش شده بود. که ۲٫۷۲٪ از کل جمعیت عراق را تشکیل می‌دادند.

### برآورد فعلی
امروزه ارقام جمعیتی ترکمن‌ها، عمدتاً توسط گروه‌های کُرد و محققان غربی اشاره به ۲ تا ۳٪ از جمعیت عراق، یا تقریباً ۵۰۰٬۰۰۰–۸۰۰٬۰۰۰ نفر ترکمن عراقی می‌باشد. با این حال، همه محققان غربی این دیدگاه را قبول ندارند، به عنوان مثال، در سال ۲۰۰۴ اسکات تیلور معتقد بود که ترکمن‌های عراق، ۲٬۰۸۰٬۰۰۰ از ۲۵ میلیون نفر جمعیت عراق را شامل می‌شوند. پاتریک کلاسون پژوهشگر امور خاورمیانه اظهار داشته، ترکمن‌ها ۹٪ از جغرافیای جمعیتی عراق را تشکیل می‌دهند. سازمان ملت‌ها و اقلیت‌های غیررسمی جامعه ترکمن‌های عراق را ۱۳٪ از کل جمعیت این کشور برابر با ۳ میلیون نفر برآورد کرده‌است. برخی منابع دیگر آن‌ها را تا ۳ میلیون نفر می‌دانند. خود ترکمن‌ها نیز مدعی جمعیت بالای ۳ میلیون نفر در عراق هستند. آن‌ها عمدتاً در ناحیه‌ای به نام ترکمن‌ائلی، که امتداد آن از شمال‌غرب به شرق در وسط عراق کشیده شده‌است، زندگی می‌کنند. ترکمن‌ها، شهر کرکوک را پایتخت خود می‌دانند.

### جغرافیای انسانی
جغرافیای انسانی ترکمن‌های عراق، از مرز ترکیه با عراق از حدود مرزی حکاری و سیرت شروع می‌شود. شهر تلعفر شمالی‌ترین شهر ترکمن‌نشین جمعیتی بالغ بر هشتاد هزار نفر را شامل می‌شود تا کوت، بدره در شرق عراق امتداد می‌یابد. خط جغرافیایی که از تلعفر شروع شده و با دربرگرفتن حضور پررنگ ترکمن‌ها در نزدیکی کرکوک، موصل و اربیل در منطقه شمالی عراق را می‌توان اشاره کرد. در سرشماری سال ۱۹۵۷ نیز، ترکمن‌ها، ۴۰٪ هسته مرکزی شهر کرکوک را تشکیل می‌دادند. که با توجه به حضور اکثریت جامعه ترکمن در شهر بزرگ کرکوک، به عنوان قلب جامعه ترکمن در نظر گرفته می‌شود. دومین شهر بزرگ ترکمن‌نشین عراق، نیز تلعفر می‌باشد که ۹۵٪ از ساکنان شهر را تشکیل می‌دهند. در اطراف شهر کرکوک مناطق مسکونی ترک‌نشین زیادی نظیر آلتون کوپری و داقوق وجود دارد. وقتی به سمت جنوب کرکوک حرکت می‌کنیم، از مناطق مسکونی ترکمن‌ها، شهرستان‌های بزرگ و مهمی مانند کفری و روستاهای بایات را که از صدها روستا تشکیل یافته‌است. سازمان ملت‌ها و اقلیت‌های غیررسمی؛ جمعیت ترکمن‌ها بر پایه شهرهای محل سکونت را ۱۸۰٬۰۰۰ نفر در کرکوک، ۲۵۰٬۰۰۰ نفر در اربیل، ۳۰۰٬۰۰۰ نفر در بغداد، ۵۰۰٬۰۰۰ در موصل و ۲۲۷٬۰۰۰ نفر در ناحیه تلعفر می‌داند. همچنین جوامعی از آنان را در بدر برآورد کرده‌است. با این حال به‌طور عمده ترکمن‌های شهرهای استان دیاله و شهر کفری به شدت دچار کردسازی و عرب سازی شده‌اند.

### مهاجران
بیشترین جمعیت ترکمن‌های عراقی مهاجر در ترکیه و پس از آلمان، دانمارک و سوئد زندگی می‌کنند. هم‌اکنون جوامع کوچک‌تری در کانادا، ایالات متحده، استرالیا، یونان و بریتانیا ساکن شده‌اند.

## فرهنگ

### زبان
زبان ترکمن‌های عراق ترکی آذربایجانی و هم‌خانوادهٔ با زبان ترکی استانبولی، و دیگر زبان‌های شاخه زبان‌های اغوز است؛ برخی زبان‌شناسان زبان آن‌ها را بین ترکی آذربایجانی و ترکی استانبولی تقسیم‌بندی می‌کنند. که نزدیک به لهجه‌های ترکی استانبولی در دیاربکر و شانلی‌اورفه در جنوب شرقی ترکیه است. ولی در واقع می‌توان زبان ترکمن‌های عراق را لهجه‌ای از زبان ترکی آذربایجانی شمرد. اتنولوگ نیز در دسته‌بندی زبانی و لهجه‌ای ترکی آذربایجانی، زبانشان را جزء ترکی آذربایجانی با لهجه کرکوکی دسته‌بندی کرده‌است. اکثریت ترکمن‌ها دوزبانه (ترکی آذربایجانی و عربی) بوده و علاوه بر زبان اول خود، زبان عربی را در مدارس و رسانه‌ها آموخته‌اند، ولی برخی از آن‌ها که در محلات کردنشین یا با کردها ازدواج کرده‌اند، به زبان کُردی نیز تسلط دارند. به دلیل سلطهٔ چندین‌سالهٔ عثمانی‌ها در منطقه و ارتباط ترکمن‌های عراق با ترکیه، زبان ادبی مورد استفادهٔ ترکمن‌های عراق متفاوت با زبان مادریشان، ترکی آذربایجانی بوده، و عموماً از ترکی استانبولی با الفبای لاتین استفاده می‌کنند. در قانون اساسی سال ۱۹۲۵، به زبان ترکی استانبولی، اجازه آموزش در مدارس، ادارات دولتی، رسانه‌ها داده شد، تا زمانی که در ادامه دهه ۱۹۳۰ میلادی زبان عربی، زبان رسمی جدید شد، محدودیت برای زبان ترکی در سال ۱۹۷۲ آغاز شد که رژیم صدام حسین آن را تشدید می‌کرد. در حال حاضر، ترکی استانبولی به عنوان زبان رسمی در داخل جامعه ترکمن مورد استفاده قرار می‌گیرد. در سال ۱۹۹۷ نیز کنگره ترکمن عراق طی اعلامیه‌ای که به تصویب رسانید، ماده سه آن به شرح زیر آمده‌است:
| « | زبان رسمی نوشتاری ترکمن‌ها، ترکی استانبولی است، و الفبای جدید آن، الفبای لاتین می‌باشد. | » |

به‌طور عموم ترکمن‌های عراق «ترکمان»، «ترکمنان»، «ترکمانان» یا «ترکمن» نامیده می‌شوند و نباید آنان را با کسانی که به زبان ترکمنی در ترکمنستان صحبت می‌کنند، یکسان دانست.

### مذهب
ترکمن‌های عراق مسلمان شیعه و سنی هستند. شیعه‌ها ۴۰٪ تا ۵۰٪ و سنی‌ها نیز به همین نسبت، جمعیت ترکمن‌ها را تشکیل می‌دهند. کمی ترکمن‌های عراق مسیحی از کلیسای کاتولیک هستند.

### رسانه
نخستین و تنها رسانهٔ ترکمنهای عراق از سال ۲۰۰۴ میلادی توسط جبهه ترکمن‌های عراق با نام شبکه تلویزیونی ترکمنلی افتتاح شد.

### احزاب
ترکمن‌ها به‌صورت رسمی دارای ۵ حزب در عراق می‌باشند که یکی از مهم‌ترین آن‌ها جبهه ترکمن‌های عراق می‌باشند.
- جبهه ترکمن‌های عراق
- اتحادیه اسلامی ترکمن‌های عراق
- حزب خلق ترکمن
- جنبش دموکراتیک ترکمن
- حزب اخوان ترکمن عراق

## تبعیض
موقعیت ترکمن‌های عراق از طبقات اداری و تجارت دوره امپراتوری عثمانی به‌طور فزاینده به یک اقلیت تبدیل شده و مورد تبعیض قرار گرفتند. بعد از سقوط امپراتوری عثمانی، ترکمن‌های عراق قربانی چندین قتل‌عام، مانند کشتار کرکوک در سال ۱۹۵۹ بودند، علاوه بر این، حزب بعث، علیه ترکمن‌ها تبعیض قائل می‌شدند؛ که با اعدام چند تن از رهبران آن‌ها در سال ۱۹۷۹ این فشارها افزایش یافته بود و نیز جامعه ترکمن که قربانی سیاست‌های عرب سازی توسط دولت، و کرد سازی توسط کردها به دنبال آن‌ها فشار به زور جهت ترک میهن، خانه و کاشانه خود شدند. بنابراین، آن‌ها به درجات مختلف از جمله سرکوب در محدوده اذیت، آزار سیاسی، تبعید، ترور و پاک‌سازی قومی رنج می‌بردند. با وجود این‌که در قانون اساسی در سال ۱۹۲۵ به عنوان یک قومیت به رسمیت شناخته شده بودند، ترکمن‌های عراق بعد از این، در وضعیت محروم به سر بردند، از این رو، حقوق فرهنگی شان به تدریج گرفته شد و فعالان به تبعید فرستاده شدند.

### قتل‌عام

#### قتل‌عام ۴ مه ۱۹۲۴
ترکمنان عراق در سال ۱۹۲۴، به عنوان قومی غیروفادار و خائن از امپراتوری عثمانی در خاک عراق باقی‌ماندند، که به مساوات آن، ایدئولوژی ملی‌گرایی مصطفی کمال آتاترک در حال ظهور در جمهوری ترکیه بود. با این حال بیشتر ترکمن‌ها در کرکوک زندگی می‌کردند که با توجه به موقعیت استراتژیک شهری، تهدیدی برای ثبات عراق بود، به خصوص که آن‌ها از فیصل یکم نیز پشتیبانی نمی‌کردند. ترکمنهای عراق، توسط بریتانیایی‌ها در همکاری با دیگر عناصر عراقی را هدف قرار داده بودند، که با وارد کردن جامعه آشوری از مرز حکاری ترکیه به عراق و جایگزینی با ترک‌ها بودند. جرقه منازعات قومی بین یک مغازه دار ترکمن با یک سرباز رخ داد که بریتانیایی‌ها با حمله به ترکمن‌ها، ۲۰۰ نفر را قتل‌عام کردند.

#### قتل‌عام کرکوک در سال ۱۹۵۹
کشتار کرکوک در سال ۱۹۵۹ با توجه به اینکه دولت عراق اجازه می‌داد، حزب کمونیست عراق که در کرکوک بود تا حد زیادی به هدف قرار دادن ترکمنهای عراق پیشروی کند. با انتصاب معروف برزینجی کردتبار، به عنوان شهردار کرکوک در ژوئیه سال ۱۹۵۹، تنش‌ها افزایش یافت پس از جشن انقلاب ۱۴ ژوئیه، با خصومت در شهر به سرعت در حال پلاریزه بین کردها و ترکمنهای عراق بود. در تاریخ ۱۴ ژوئیه سال ۱۹۵۹، دعوا بین ترکمن‌ها و کردهای عراق رخ داد، که حدود ۲۰ نفر از ترکمنهای عراق کشته شدند. علاوه بر این، در تاریخ ۱۵ ژوئیه سال ۱۹۵۹، سربازان کُرد تیپ چهارم ارتش عراق، مناطق مسکونی ترکمن‌نشین عراق حمله کرده و حدود ۱۲۰ خانه را نابود کردند. در تاریخ ۱۷ ژوئیه و به سفارش بغداد، واحدهای نظامی دوباره مستقر شدند که دولت عراق به این حادثه به عنوان یک «قتل‌عام» نگریست. و اعلام کرد که بین ۳۱ و ۷۹ ترکمن در عراق کشته شدند و نیز ۱۳۰ مجروح به جا گذاشت.

### یکسان‌سازی

#### عرب‌سازی

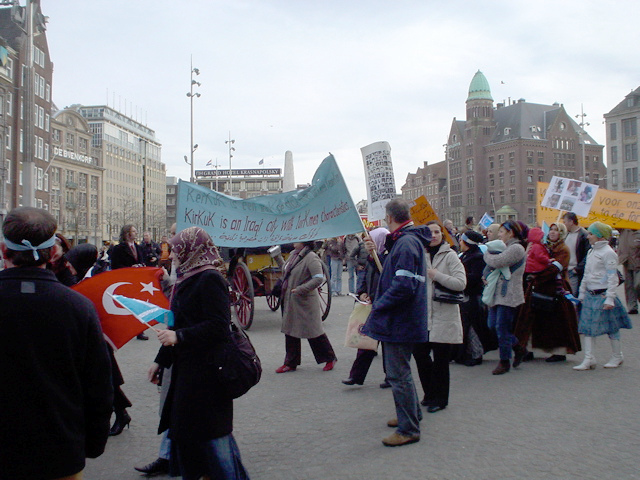
اعتراضات تُرک‌ها در آمستردام با پارچه نوشته‌ای تحت عنوان، کرکوک شهر عراق با ویژگی‌های ترکمنان است.

دولت صدام حسین در سال ۱۹۸۰، سیاست جذب اقلیت‌های عراق را به تصویب رسانید. با توجه به برنامه‌های جابجایی دولت، هزاران نفر از ترکمنان عراق از سرزمین‌های سنتی خود در شمال عراق منتقل شده و جای خود را به اعراب، در یک تلاش برای عرب‌سازی (تعریب) منطقه صورت پذیرفت. علاوه بر این، روستاها و شهرهای ترکمن‌ها در عراق راه را برای مهاجران عرب، که زمین رایگان و مشوق‌های مالی وعده داده شده بود، تخریب شد. به عنوان مثال، حزب بعث عراق به رسمیت شناخته بود که شهر کرکوک شهر ترکمنان عراق به لحاظ تاریخی و بصورتی پایدار و محکم در گرایش فرهنگی آن باقی‌مانده‌است. بنابراین، اولین موج عرب‌سازی توسط خانواده‌های عرب که از مرکز و جنوب عراق به کرکوک جهت کار در صنعت نفت آمده بودند در حال گسترش بود.
فرامین و دستورهای امنیتی چند تن از ریاست جمهوری‌های عراق نشان می‌داد که دولت و سازمان‌های اطلاعاتی تمرکز خاص خود را در طول فرایند جذب ترک‌ها در حکومت بعث کرده بودند. به عنوان مثال، بخشنامه ۱۵۵۹ صادره از اطلاعات نظامی عراق در تاریخ ۶ مه ۱۹۸۰ میلادی، سفارش اخراج مقامات ترکمن عراقی از کرکوک را داشته‌است. صدور دستورالعمل‌های به شرح زیر است:
| « | شناسایی مکان‌های که در آن مقامات ترکمن در حال کار در ادارات دولتی هستند به منظور بازگرداندن آن‌ها به سایر استان‌ها در جهت متفرق کردن آن‌ها و جلوگیری از تمرکزشان در استان کرکوک | » |

به عنوان قربانیان اصلی سیاست عرب سازی، ترکمنهای عراق از مصادره زمین و تبعیض شغلی رنج می‌بردند و در نتیجه خود را به منظور جلوگیری از تبعیض "عرب " ثبت نام می‌کردند. بنابراین، پاکسازی قومی یک عنصر از از سیاست رژیم بعث با هدف کاهش نفوذ ترکمنهای عراق در کرکوک در شمال عراق بود. کسانی هم که در شهرهایی مانند کرکوک باقی‌ماندند، سیاست جذب ادامه پیدا کرد. نام مدرسه‌ها، محله‌ها، روستاها، خیابان‌ها، بازارها و حتی مساجد با نام منشأ ترکی به نام‌هایی که از حزب بعث یا از قهرمانان عرب نشأت می‌گرفت تغییر یافت. علاوه بر این در دهه ۱۹۹۰ میلادی، بسیاری از روستاهای ترکمن‌نشین و محلات ترک کرکوک به سادگی تخریب شد.

#### کردسازی
با تشکیل منطقه خودمختار کردستان در سال ۱۹۹۱ ایجاد خصومت بین کردها و ترکمنان عراق افزایش یافت، و در نتیجه ترکمنهای عراق قربانیان سیاست کرد سازی قرار گرفتند. کردها عملاً حاکمیت دوفاکتو را بر شمال عراق، تحت عنوان منطقه خودگردان کردستان بر زمین‌هایی که هنوز ترکمن‌ها معتقدند حق آن‌ها است، آغاز کردند؛ زیرا تُرک‌ها عمیقاً خود را وارث امپراتوری عثمانی بر عراق امروزی می‌دانند. بنابراین، منطقه خودمختار کردستان تهدیدی برای بقای ترکمنان عراق از طریق استراتژی‌هایی بود که با هدف از بین بردن آنان یا جذبشان را تشکیل می‌داد. بزرگ‌ترین تمرکز ترکمنان عراقی عملاً در پایتخت حکومت خودمختار، اربیل بود؛ که آنان در شهر موقعیت‌های برجسته اداری و اقتصادی داشتند. پس از ان به‌طور فزاینده‌ای به اختلافات با کُردها برآمدند و اغلب در تضاد با قدرت‌های حاکم شهر، مخصوصاً پس از سال ۱۹۹۶ حزب دموکرات کردستان عراق به رهبری مسعود بارزانی بود.
در دهه ۱۹۹۰، تنش میان کردها و ترکمنهای عراق، در راسشان حزب دموکرات کردستان عراق و اتحادیه میهنی کردستان ملتهب شد، از منظر ترکمنان عراق، احزاب مذکور به دنبال به حاشیه راندن آن‌ها از موقعیت اقتدار و القای هویت کُردی به آنان بودند؛ که با حمایت آنکارا، یک جبهه جدید سیاسی از احزاب ترکمن در ۲۴ آوریل ۱۹۹۵ با نام جبهه ترکمن‌های عراق تشکیل یافت. رابطه بین جبهه ترکمن عراق و حزب دموکرات کردستان متشنج و رو به وخامت گذاشته بود. ترکمنهای عراق مرتبط با جبهه ترکمن عراق از آزار و اذیت توسط نیروهای امنیتی کردستان گله مند بودند.دیدبان حقوق بشر در ماه مارس سال ۲۰۰۰ میلادی، گزارش حمله حزب دموکرات کردستان به حزب ترکمنهای عراق در اربیل را گزارش داد؛ که پس از اختلافات طولانی بین دو طرف، دو تن از نگهبانان حزب ترکمن توسط حزب مرتبط با کُردها کشته شدند.

## وضعیت کنونی
اگرچه برخی از آن‌ها قادر به حفظ هویت زبانی خود شده‌اند، اما ترکمن‌های امروزی عراق به سرعت جذب جمعیت عموم، اکثریت و دیگر قبایل سازماندهی شده‌اند. ترکمن‌ها به عنوان یک نیروی سیاسی کلیدی در بحث بر سر وضعیت آینده شمال عراق و منطقه خودمختار کردستان تبدیل شده‌اند. دولت ترکیه نیز از احزاب و سازمان‌هایی نظیر جبهه ترکمن‌های عراق پشتیبانی کرده‌است؛ که مخالف حکومت فدرالیسم در عراق بوده و به‌طور ویژه پیشنهاد الحاق کرکوک را به دولت منطقه‌ای کردستان در عراق داده‌اند. با این حال تدریجاً، تنش‌های بین دو گروه قومی بر سر مسائل کرکوک کشته نیز داده‌اند؛ و در تاریخ ۳۰ ژانویه سال ۲۰۰۶، رئیس‌جمهور عراق، جلال طالبانی گفت: «کُردها در حال کار بر روی یک طرح جهت استقلال ترکمن‌های عراق در پیش نویس قانون اساسی جدید در مناطقی که آنان در اکثریت هستند، زیر نظر منطقه خودگردان کردستان عراق را داده‌اند.» که این اتفاق هرگز صورت نپذیرفت و همچنین باعث مشکلات جدید قومی شدند که روند کرد سازی توسط KDP و PUK پس از اشغال عراق و برکناری صدام تشدید یافت.
بین ده و دوازده نفر ترکمن به مجلس شورای ملی انتقالی عراق در ژانویه ۲۰۰۵ انتخاب شدند، از جمله پنج نفر در ائتلاف ملی عراق، سه نفر در جبهه ترکمن‌های عراق و دو تا چهار نفر در اتحاد میهنی دمکرات کردستان حضور داشتند. در انتخابات مجلس عراق درسال ۲۰۰۵ بین پنج و هفت نامزد از ترکمن‌ها به مجلس عراق راه یافتند؛ که یک نفر از جبهه ترکمن‌های عراق (رهبر حزب سعادت‌الدین ارگچ) دو یا چهار نفر از ائتلاف ملی عراق، یک نفر در هر کدام از احزاب لیست کردستان و جبهه توافق عراق نماینده داشتند.